# Ransom Canyon
Pour la série, voir Nouvelle vie à Ransom Canyon.
Ransom Canyon est une ville située à l'est du comté de Lubbock, au Texas, aux États-Unis,.

## Démographie
Lors du recensement de 2010, la ville comptait une population de 1 096 habitants. Elle est estimée, en 2016, à 1 135 habitants.

### Source de la traduction
- (en) Cet article est partiellement ou en totalité issu de l’article de Wikipédia en anglais intitulé « Ransom Canyon, Texas » (voir la liste des auteurs).